# Chiesa di San Pietro (Ortanella)
La chiesa di San Pietro è una cappella romanica situata a Esino Lario, nella frazione di Ortanella, a un'altitudine di 996 metri s.l.m.
La sua origine è sicuramente antecedente al XIII secolo, in quanto si trova citata in un elenco del presbitero Goffredo da Bussero. Sorge presso un prato adiacente alla mulattiera che collega Esino Lario e Lierna.
Costruita in pietra, ha le caratteristiche tipiche di una cappella montana, con portico anteriore, abside arrotondata e un campanile a vela. All'interno presenta un'aula semplice a navata unica accessibile da un unico portale in legno posto sulla facciata rivolta verso ovest.
Nel 1927 venne restaurata per volere della famiglia milanese dei Fontana e affrescata con una raffigurazione di San Pietro, opera di Ezio Moioli. 
Negli anni 1960 venne ricostruita sulle antiche fondamenta a cura del sindaco ing. Pietro Pensa.
Fa parte della parrocchia di San Vittore e segna il confine tra Varenna ed Esino.